# Salem al-Hazmi
Salem al.Hazmi tros vara en av kaparna på American Airlines Flight 77 den 11 september 2001 som flög in i Pentagon.